# Hüsten
Hüsten ist ein Stadtteil von Arnsberg, Hochsauerlandkreis. Hüsten wurde 802 erstmals urkundlich erwähnt. Von der dortigen Pfarrei wurde die Umgebung christianisiert. Im 14. Jahrhundert wurde der Ort zu einer Freiheit erhoben. Die Stadt gehörte dem Bund der Hanse an. Lange überwiegend agrarisch geprägt, wurde der Ort im 19. und 20. Jahrhundert von der Schwerindustrie (Hüstener Gewerkschaft) geprägt. Die ehemalige Gemeinde (Freiheit) Hüsten wurde am 1. April 1941 mit Neheim zur Stadt Neheim-Hüsten zusammengelegt. Am 1. Januar 1975 wurde Neheim-Hüsten mit Arnsberg und anderen Gemeinden zur neuen Stadt Arnsberg zusammengeschlossen. Der Stadtteil Neheim-Hüsten wurde 1983 in die Stadtteile Neheim und Hüsten geteilt. Ende 2021 hatte der Stadtteil Hüsten 10.580 Einwohner.

## Geographie

### Geographische Lage
Hüsten liegt im Nordwestteil des Hochsauerlandkreises direkt südwestlich des Naturparks Arnsberger Wald. Es befindet sich etwas nordwestlich der Arnsberger Kernstadt im Tal der Ruhr. Das nordwestliche Neheim liegt an der Einmündung der Möhne in die Ruhr und das südöstliche Hüsten ruhraufwärts an jener der Röhr in dieselbe.
An der Ortschaft verläuft die Bundesautobahn 46 vorbei.
Die Fläche von Hüsten beträgt 15,042 km².

### Ortsgliederung
Hüsten besteht aus folgenden Ortsteilen:
| Ortsteil       | Einwohner |
| -------------- | --------- |
| Unterhüsten    | 1166      |
| Rumbecker Holz | 866       |
| Mühlenberg     | 2376      |
| Hüsten-Mitte   | 2931      |
| Hüsten-Ost     | 2094      |
| Flammberg      | 1544      |

## Geschichte

### Mittelalter und Frühe Neuzeit

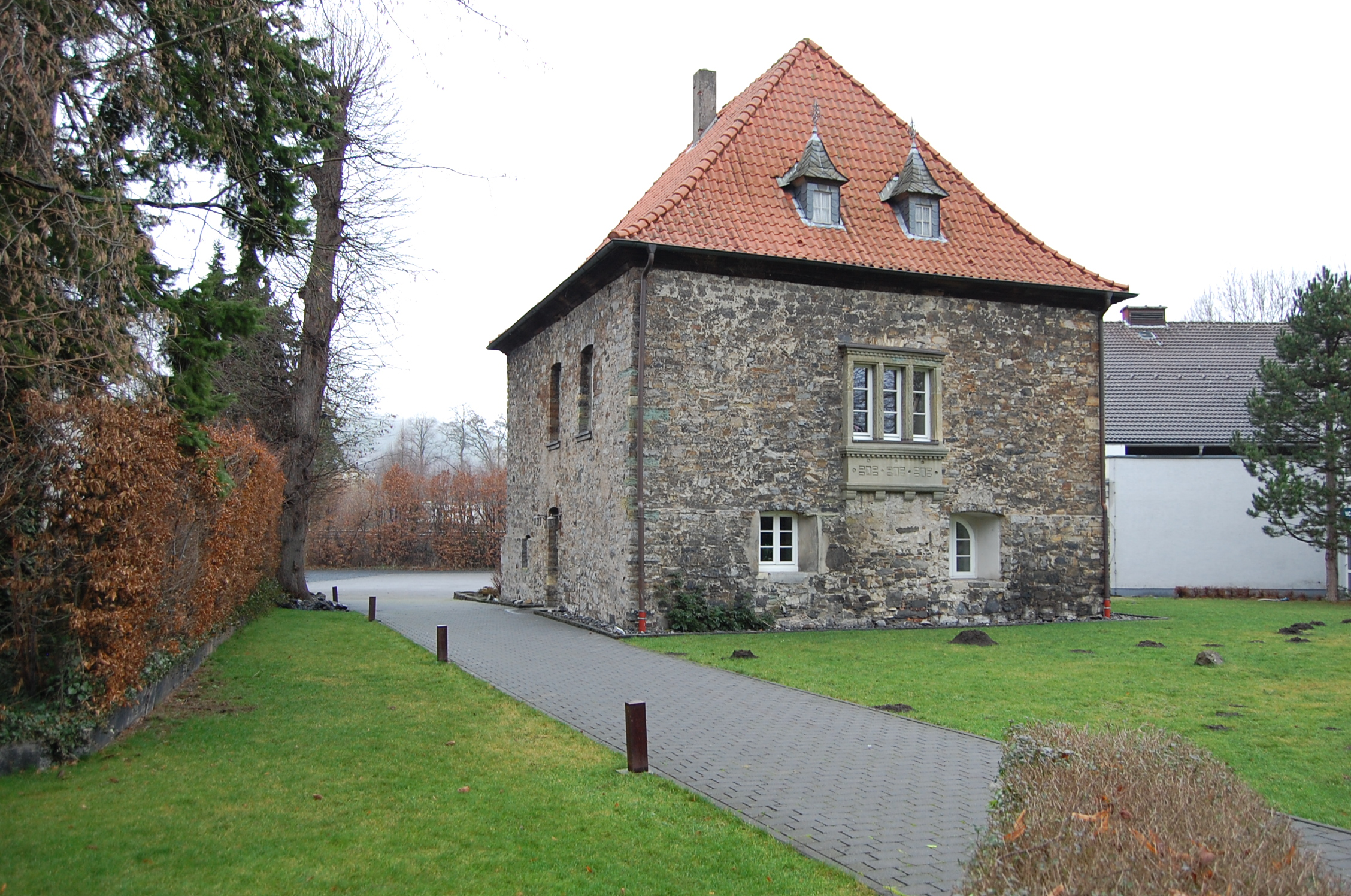
Haus Hüsten

Im Jahr 802 wurde Hüsten zum ersten Mal urkundlich erwähnt. Damit ist Hüsten eine der ältesten Gemeinden in Westfalen. 1179 wurde die Pfarrei St. Petri Hüsten erstmals erwähnt (matria ecclesia = Mutterkirche). Zu ihr gehörten alle Dörfer der heutigen Stadt Arnsberg. Seit dem 13. Jahrhundert waren die Adeligen von Hüsten (später von Ketteler) und ihre Nachkommen Lehnsherren in Hüsten. 1360 wurden dem Ort Freiheitsrechte durch Graf Gottfried IV. von Arnsberg zugesprochen. Damit hatte der Ort quasi städtische Selbstverwaltungsrechte. 1446 wurde das Dorf Lütke-Bruchhausen (heute: Hüsten-Ost) durch Bürger der Stadt Soest während der Soester Fehde zerstört. Von Hüstener Feldern wurden Vieh und Getreide gestohlen. 1566 wurde das Freiheitsbuch angelegt. In diesem wurden bis 1834 wichtige Ereignisse der Freiheit (Erb- und Grundstücksverträge und Bürgerrechtsverleihungen) eingetragen. Das Freiheitsbuch gilt als eine der bedeutendsten Geschichtsquellen für Hüsten. 1604 brannten fast alle Wohnungen und Ställe ab. An der Pest starben 1613 nahezu die Hälfte der Einwohner. 1807 zerstörte ein Großbrand die Freiheit Hüsten, und das heutige Straßennetz entstand. 1837 wurden sechzehn Gemeinden zum Amt Hüsten zusammengeschlossen.

### Wirtschafts- und Sozialgeschichte im 19. und 20. Jahrhundert

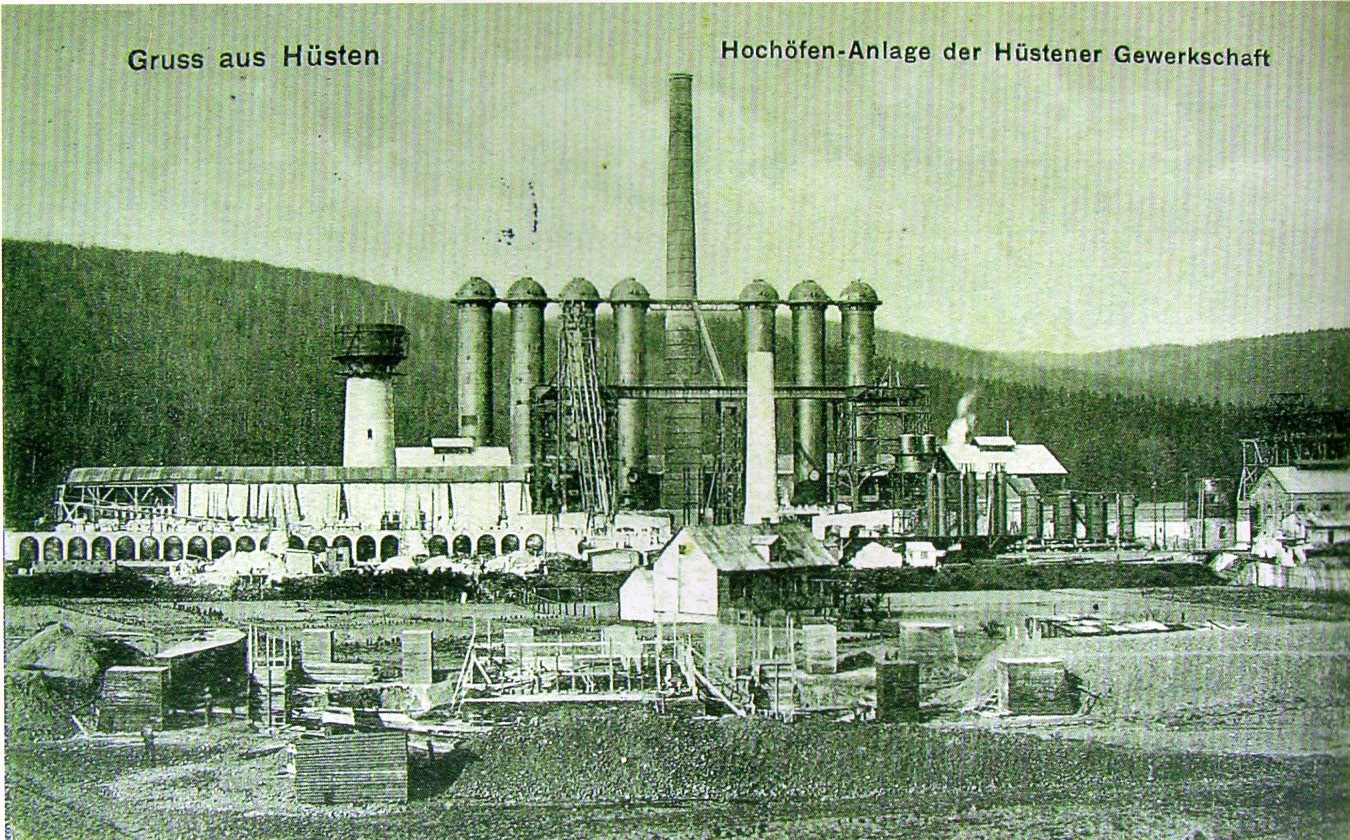
Bau der Hochofenanlage im Jahr 1907. Zu sehen sind unter anderem der Wasserturm, Hochöfen mit Cowpertürmen (der zweite Hochofen und die Kokerei waren noch im Bau), der Bereich der Erzverladung und Schrottpresse sowie das Gebäude der Ammoniakproduktion. Noch nicht zu sehen ist der Kohleturm

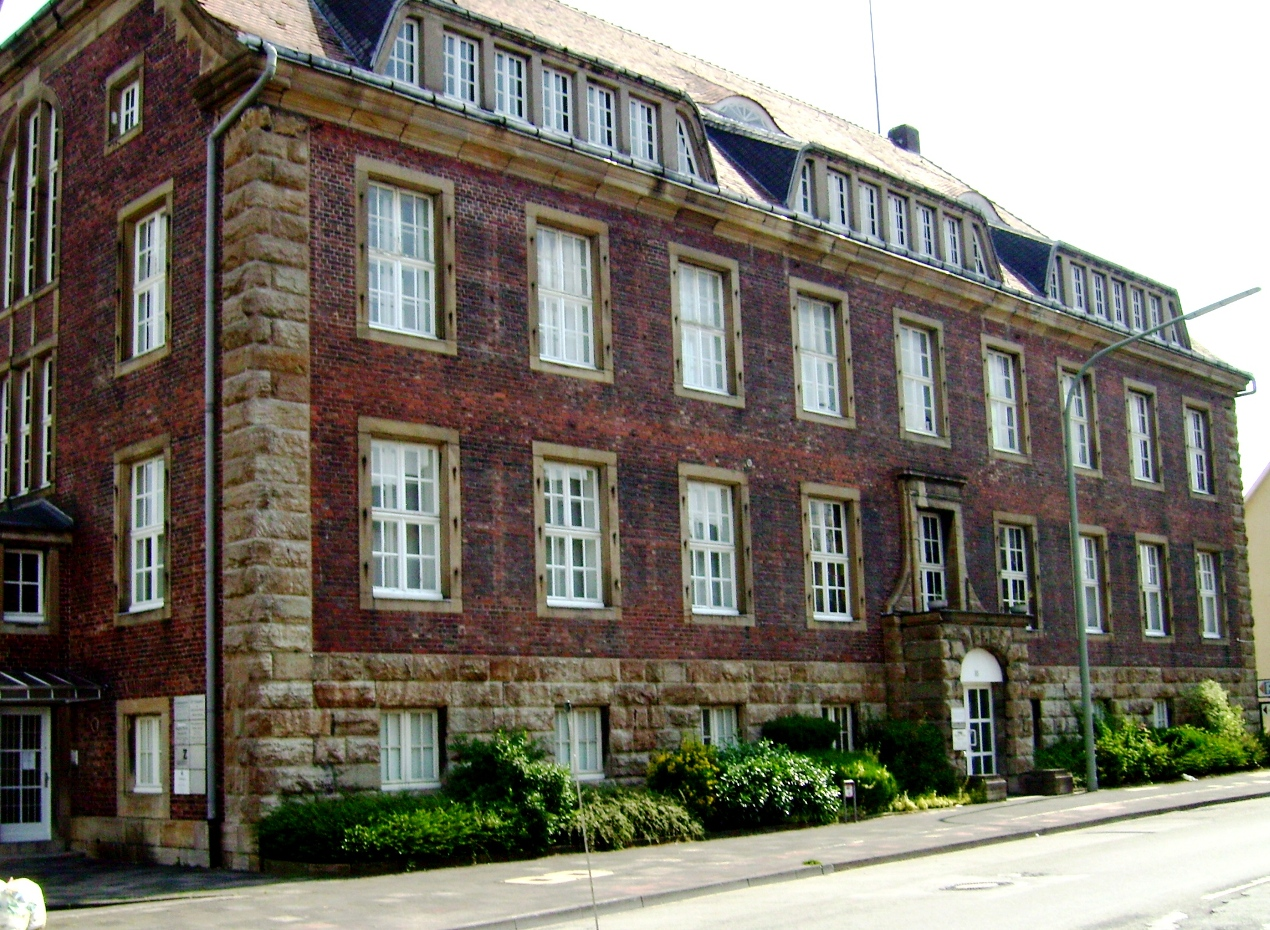
Hüstener Gewerkschaft (ehemaliges Kontorgebäude)

Der Ort war im Wesentlichen agrarisch geprägt. Eine vorindustrielle gewerbliche Entwicklung wie etwa im benachbarten Sundern blieb aus. Dies änderte sich fundamental mit der Gründung (1839/1846) eines schwerindustriellen Unternehmens („Hüstener Gewerkschaft“). 1839 wurde das Hüstener Walzwerk gegründet. Wohl keine andere größere Gemeinde im Bereich des heutigen Hochsauerlandkreises war bis zum Ende dieses Betriebes 1966 im positiven wie im negativen mit einem Unternehmen verbunden wie Hüsten mit der „Gewerkschaft“. 1870 begann der Bau des Karolinen-Hospitals und die Ruhrtalbahn nahm ihre Fahrt auf.
Die konjunkturelle Entwicklung des Unternehmens hatte erhebliche Auswirkungen für die Bevölkerungsentwicklung. In den Wachstumsphasen des Werkes führte das Arbeitsplatzangebot zu erheblichen Zuwanderungsprozessen und einer für das (kölnische) Sauerland überdurchschnittlichen Bevölkerungszunahme. Von 1871 bis 1911 stieg die Bevölkerung von 1578 auf 6609 Einwohner an (+ 318 Prozent). Zwischen 1870 und 1895 lagen die Zuwachsraten im jährlichen Durchschnitt bei beachtlichen 4 Prozent. Umgekehrt lässt sich in wirtschaftlichen Krisenzeiten wie in den 1860er Jahren eine stagnierende oder gar sinkende Bevölkerungsentwicklung beobachten.
Aber Hüsten war nicht nur bevölkerungsgeschichtlich eng mit der Hüstener Gewerkschaft verbunden. Das Werk prägte auch das Stadtbild entscheidend mit. Dies gilt nicht nur für das ausgedehnte Werksgelände. Vielmehr sorgte das Unternehmen mit dem Bau von Werkswohnungen für eine Ausdehnung des Ortes. Deutlich davon abgesetzt entstanden in bevorzugter Lage die Villen und Wohnhäuser der Direktoren und leitenden Angestellten.
Zur Interessenartikulation der Bevölkerungsmehrheit gehörten nicht zuletzt Arbeitskämpfe und Gewerkschaften. Gerade in dieser Hinsicht bestanden zwischen beiden Gemeinden erhebliche Unterschiede. In Hüsten gab es vor dem Ersten Weltkrieg nur äußerst selten Streiks, und die Gewerkschaftsbewegung konnte sich nicht etablieren. Dafür gibt es eine Reihe von Gründen (starke Hierarchisierung der Belegschaft in der Schwerindustrie, starke auch außerbetriebliche Abhängigkeit vom Arbeitgeber, z. B. durch Werkswohnungen). Dies änderte sich erst im Zuge des Hilfsdienstgesetzes von 1916 und den damit garantierten innerbetrieblichen Mitbestimmungsrechten in der Schwerindustrie. Danach wurden die christlichen und freien Gewerkschaften zu einer starken Kraft.
Die Schließung des Werkes 1966 bedeutete einen tiefen Einschnitt. In den folgenden Jahrzehnten wurde der Ort von dem schwierigen Prozess des industriellen Strukturwandels geprägt.

### Politische Geschichte im 19./20. Jahrhundert
Bestimmend für das politische Verhalten in Neheim und Hüsten waren seit der zweiten Hälfte des 19. Jahrhunderts zum einen die überwiegend katholische Konfession und zum anderen die soziale Lage der Industriearbeiter. Der erste Faktor führte dazu, dass auch die katholischen Arbeiter seit dem Kulturkampf fast ausschließlich die Zentrumspartei wählten. Die soziale Dimension spielte dabei insofern eine Rolle, als es teilweise einen konfessionellen und politischen Gegensatz zum Wirtschaftsbürgertum gab. Unter diesem waren relativ viele Protestanten und Wähler konservativer oder liberaler Parteien.
In beiden Gemeinden hatte die Zentrumspartei spätestens seit den 1890er Jahren einen betont sozialpolitischen Charakter. Die Arbeiter blieben fest verbunden mit dem katholischen Milieu und erschwerten es der sozialdemokratischen Arbeiterbewegung, in den Orten Fuß zu fassen. In Neheim hatte es zwar bereits 1903 einen sozialistischen Wahlverein gegeben, aber die Partei konnte sich erst 1911 fest etablieren. In Hüsten dauerte dies sogar bis 1918.
Nach dem Zweiten Weltkrieg war Neheim-Hüsten eine Hochburg eines betont sozial orientierten Flügels in der neu gegründeten CDU. Allerdings wurde am 1. März 1946 ausgerechnet in Neheim-Hüsten (Karolinenhospital Hüsten) Konrad Adenauer zum Vorsitzenden des Zonenausschusses der Christlich-Demokratischen Union gewählt. Dieser stand bekanntlich eher dem bürgerlichen Flügel der Union nahe. Davon zeugt auch das von Adenauer maßgeblich mitgestaltete „Programm von Neheim-Hüsten“.

### Bildung Stadt Neheim-Hüsten
Neheim-Hüsten entstand am 1. April 1941 durch Zusammenlegung der Stadt Neheim und der Freiheit Hüsten. Seit der Eingemeindung am 1. Januar 1975 ist der Ort ein Teil von Arnsberg.
Seit 1983 sind Neheim und Hüsten eigenständige Stadtteile von Arnsberg.

### Einwohnerentwicklung
| Jahr   | 1871 | 1885 | 1895 | 1905 | 1925 | 1933 | 1939 | 1961 | 1970 | 1974 | 2012   | 2014   | 2015   | 2016   |
| ------ | ---- | ---- | ---- | ---- | ---- | ---- | ---- | ---- | ---- | ---- | ------ | ------ | ------ | ------ |
| Hüsten | 1578 | 2584 | 3875 | 5086 | 7459 | 7840 | 8326 | –    | –    | –    | 10.566 | 10.642 | 10.812 | 10.725 |

## Baudenkmäler und Sehenswürdigkeiten

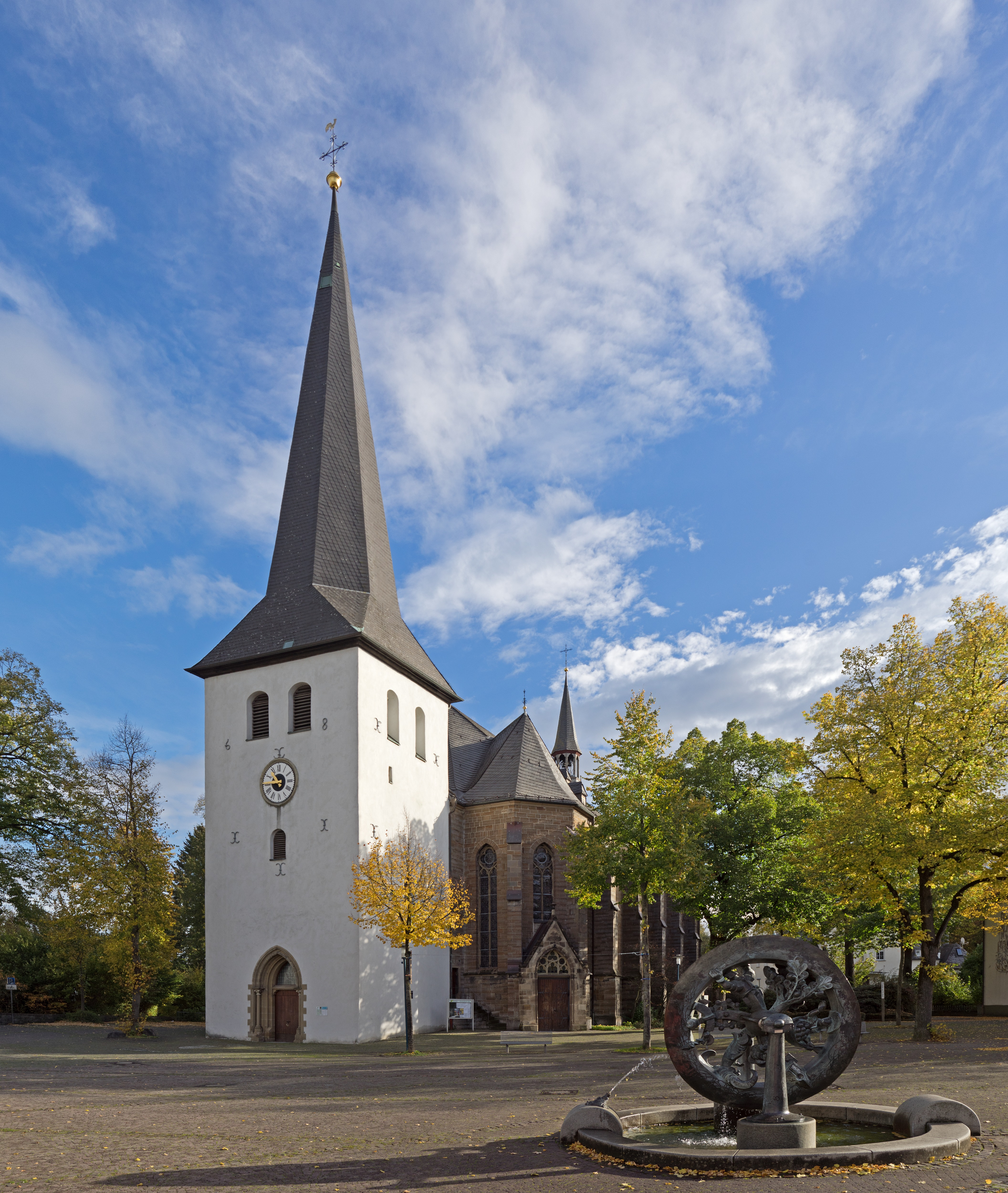
Kirche St. Petri in Hüsten

Zu den Baudenkmälern und Sehenswürdigkeiten in Hüsten gehören (Auswahl):
- Pfarrkirche St. Petri
- Haus Hüsten
- Gebäude der ehemaligen Hüstener Gewerkschaft: Arbeiterhäuser, Verwaltungsgebäude (Bahnhofstraße)
- Fabrikantenvilla Westermann
- Heilig-Geist-Kirche, steht nicht unter Denkmalschutz.
- Jüdischer Friedhof

## Regelmäßige Veranstaltungen

### Hüstener Kirmes

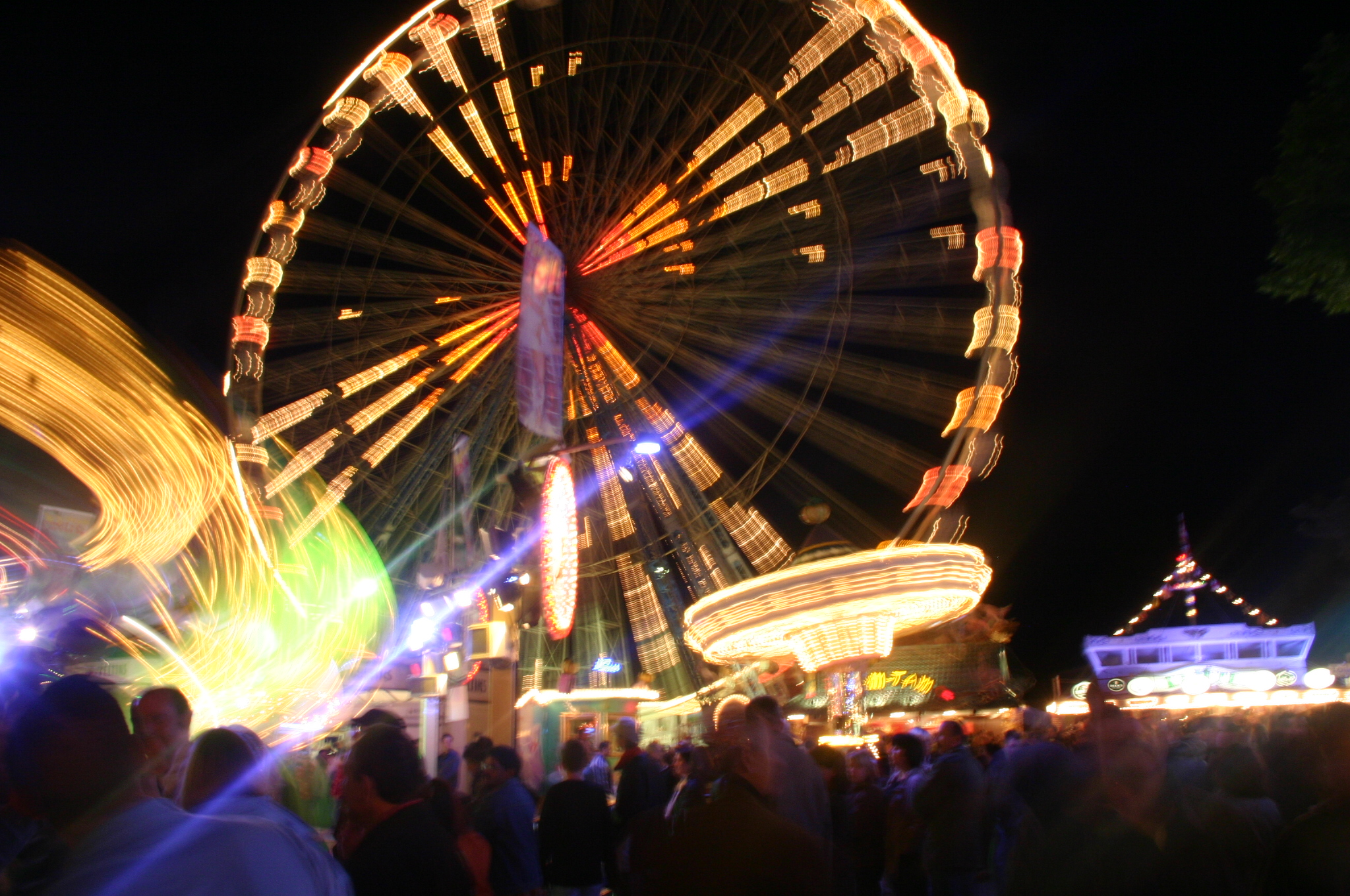
Hüstener Kirmes

Während die Neheimer behaupten, das größte Schützenfest zu veranstalten, ist nach Ansicht der Hüstener ihre Kirmes das größte Volksfest des Sauerlandes. Untermauert wird dies durch Besucherzählungen. Die Kirmes dauert fünf Tage und findet immer von Freitag bis Dienstag um den zweiten Sonntag im September statt. Montags ist traditionell Tierschau an der St.-Petri-Kirche. Das Tierschaukonzept wurde in den letzten Jahren stark überarbeitet. Es findet nun jährlich eine Großtierschau mit etwa 50–70 Fleischrindern, 20–50 Milchkühen, 40–80 Pferden, Schweinen, Kleintieren, Stallhasen und Rassegeflügel statt. Die Tiere werden in verschiedenen Ringen gerichtet und gewertet. Die Schau bietet wohl die größte Artenvielfalt an Nutz- und Zuchttieren im westfälischen Raum. Seit einigen Jahren gibt es einen kostenlosen Bustransfer für Schulklassen einschließlich Begleitpersonal zur landwirtschaftlichen Zuchtschau. Den Schulklassen wird kostenloses Begleitmaterial zur Verfügung gestellt. Angegliedert sind eine Land- und Forstmaschinenschau wie auch ein großer Krammarkt mit bis zu 150 Ständen. Die Kirmes gibt es nachweislich schon seit über 1000 Jahren. Anfangs war es ein traditioneller Kirchweih-Markt mit fliegenden Händlern, Zuchtschau, Nutzviehhandel, Gauklern und Artisten, welcher sich dann über die Jahrzehnte zum größten Volksfest des Sauerlands entwickelte. Der große Kirmesplatz liegt zwischen Ruhr und Zentrum. Die Landwirtschaftsschau findet in der alten Parkanlage neben Kirche und Kirmesplatz statt. Die gesamte Veranstaltung ist auf 350.000 Besucher ausgelegt. Das Fest wird von der „Hüstener-Kirmes-GmbH“, einem Zusammenschluss ehrenamtlich tätiger Bürger, organisiert.
Im Jahre 2007 besuchten trotz schlechten Wetters 20.000 Menschen die Tierschau der Hüstener Kirmes. (Zählung am 10. September 2007 von 7:00 bis 12:30 Uhr)

### Weitere Veranstaltungen
In Hüsten zählt auch der Karneval (in kurkölnischer Tradition) zu den beliebtesten Ereignissen des Jahres. In Hüsten von der Hüstener Karnevalsgesellschaft gestaltet, nimmt deren 1967/1968 gegründetes Männerballett eine besondere Stellung ein. Größte Erfolge sind dabei die Teilnahmen an Deutschen Meisterschaften. Daneben spielen Schützenfeste eine große Rolle. Im Ort existieren mehrere Bruderschaften und Vereine. Die Schützenbruderschaft Hüsten geht auf das Jahr 1435 zurück.
Seit 1965 fanden in Neheim-Hüsten internationale Schriftstellertreffen statt, aus denen das bis 1994 stattgefundene Internationale Kurzgeschichtekolloquium hervorging. In Hüsten gibt es einen Internationalen Käsemarkt.

## Wirtschaft und Infrastruktur

### Wirtschaft und Verkehr
Auch nach dem Ende der Hüstener Gewerkschaft ist Hüsten ein wichtiger Industriestandort. Ein Schwerpunkt ist die metallverarbeitende Industrie (u. a. Trilux, Westermann & Co.) und der Maschinenbau (Desch). Der Ort liegt direkt an der A 46 (Ausfahrt Hüsten). Die Volksbank Sauerland eG hat eine Niederlassung in Hüsten.
Im Stadtteil befindet sich der Bahnhof Neheim-Hüsten.

### Öffentliche Einrichtungen

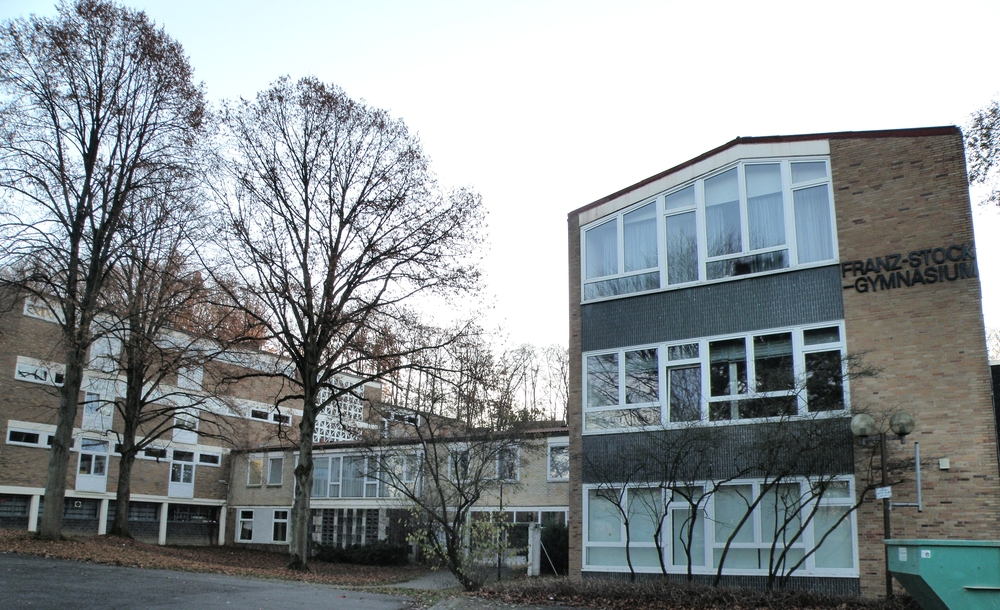
Franz-Stock-Gymnasium

Auf dem Gebiet von Hüsten befinden sich eine Reihe von wichtigen Einrichtungen der Gesamtstadt Arnsberg. Dazu gehören die Realschule Hüsten, das Franz-Stock-Gymnasium, das Berufskolleg am Berliner Platz, das Sauerlandkolleg, das Stadion Große Wiese oder das Freizeitbad NASS. Bestandteil des Klinikums Hochsauerland ist das örtliche Karolinenhospital.

## Persönlichkeiten

### Söhne und Töchter der Stadt
- Ferdinand Joseph von Fürstenberg (1739–1800), Domherr in Hildesheim, Paderborn, Münster und Halberstadt
- Viktor Meyer-Eckhardt (1889–1952), Schriftsteller
- Fritz Schulte (1890–1943), Politiker (KPD)
- Albert Schnettler (1896–1967), Professor für Betriebswirtschaftslehre
- Bernhard Hackenberg (1896–1985), Oberbürgermeister der Stadt Gladbeck
- Karl Golgowsky (1910–1994), Musiker und Komponist
- Otto Entrup (1930–2012), Jurist und Politiker CDU

### Verbundene Persönlichkeiten
- Friedrich Wilhelm Brökelmann (1799–1890), Unternehmer in Neheim und Hüsten
- Hugo Bremer (* 1869 in Elberfeld, heute Wuppertal, † 1947 in Neheim-Hüsten) Industrieller und Erfinder des „Bremer Lichts“
- Bernhard Vogel (1882–1959), Landrat im Kreis Arnsberg und Bürgermeister von Neheim-Hüsten
- Heinrich Klasmeyer (* 1887 in Gütersloh, † 1963 in Neheim-Hüsten) christlicher Gewerkschafter und Bürgermeister in Neheim-Hüsten
- Theodor Beste (1894–1973), Professor für Betriebswirtschaftslehre
- Egon Hillebrand (1914–2007), Unternehmer in Neheim und Hüsten, Bundesverdienstkreuz 1988
- Hanne Schleich (* 1916 als Hanne Grüttner in Köln, † 2000 in Arnsberg-Neheim), Schriftstellerin
- Heinz Heppelmann (1927–2009), Verwaltungsbeamter, Ehrenringträger der Stadt Arnsberg und Ehrenbürger der Stadt Alba Iulia
- Gert Kaspar Müntefering (* 1935), Journalist, Erfinder der Sendung mit der Maus
- Max-Eugen Kemper (* 1938), katholischer Theologe
- Hartwig Kleinholz (* 1934 in Duisburg, † 1978 in Neheim), VHS-Leiter in Neheim-Hüsten, Mitinitiator des Deutschen Kurzgeschichtenpreises
- Friedel Thiekötter (1944–2011), Schriftsteller
- Peter Meilchen (* 1948 in Linz am Rhein, † 2008 in Arnsberg-Neheim), Grafiker, Maler, Fotograf und Lyriker
- Wilhelm Sabri Hoffmann (* 1953), Vorsitzender der Christlich-Islamischen Gesellschaft
- Martin Klöckener (* 1955), Theologe
- Volker A. Zahn (* 1961), Drehbuchautor, Grimme-Preis 2009 sowie Robert-Geisendörfer-Preis 2018
- Stephan Kampwirth (* 1967), Theater- und Filmschauspieler sowie Synchronsprecher
- Sonia Farke (* 1969), Schauspielerin
- Haimo Hieronymus (* 1969), Künstler und Schriftsteller
- Jan-Peter Kampwirth (* 1974), Theater- und Filmschauspieler sowie Hörspielsprecher